# „Wir haben es nicht gut gemacht.“

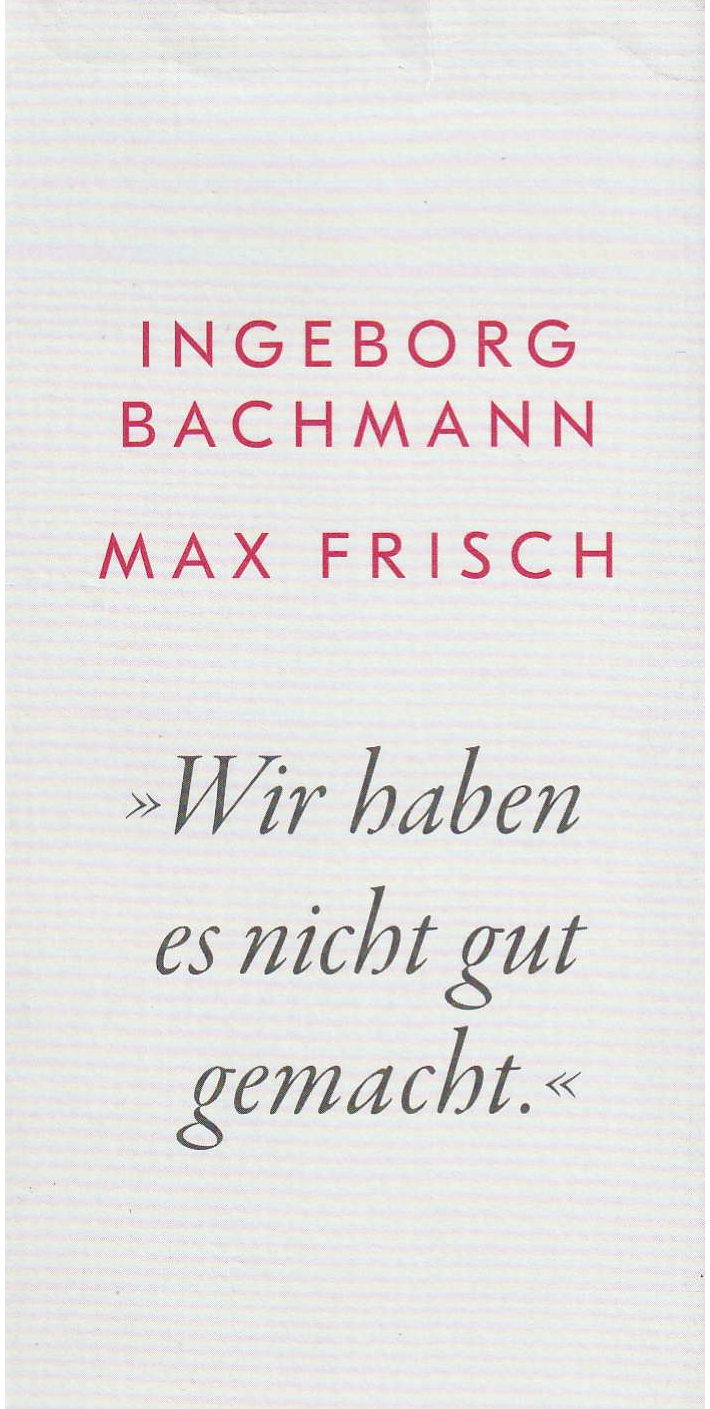
Buchrücken Wir haben es nicht gut gemacht., 2022

Unter dem Titel „Wir haben es nicht gut gemacht.“ Der Briefwechsel. wurde am 21. November 2022 der Briefwechsel zwischen Ingeborg Bachmann und Max Frisch von den Verlagen Piper und Suhrkamp gemeinsam herausgebracht.

## Geschichte
Der Titel der Ausgabe ist ein Zitat aus einem Brief von Frisch an Bachmann vom Juli 1963.
Herausgeber sind der österreichische Germanist Hans Höller, die Literaturwissenschaftlerin Renate Langer, der Schweizer Literaturwissenschaftler Thomas Strässle und die deutsche Literaturwissenschaftlerin Barbara Wiedemann, die auch die Koordination übernahm. Im Januar 2024 befand sich das Buch in der dritten Auflage.

## Aufbau

### Briefe
Die Texte der 297 Briefe von Bachmann, Frisch sowie Verwandten, Freunden und Bekannten wurden zwischen dem 9. Juni 1958 und dem 20. April 1973 geschrieben, also in einem Zeitraum von fast fünfzehn Jahren. Zwei weitere abgedruckte Dokumente sind nicht sicher einzuordnen. Die Briefe erstrecken sich über fast 600 Seiten. Die meisten stammen aus der Zeit zwischen 1958 und 1963, von 1966 bis 1971 ist kein schriftlicher Austausch der beiden bekannt. Der große Umfang des Briefwechsels ist unter anderem damit zu erklären, dass Bachmann und Frisch nur vergleichsweise wenig Zeit kontinuierlich zusammen lebten, nämlich zwischen November 1959 und Oktober 1960 und April 1961 und März 1962.
Zwei Drittel der Briefe sind von Bachmann, größtenteils aus dem Nachlass von Frisch an der ETH-Bibliothek in Zürich. Dort befindet sich auch ein großer Teil der Briefe von Frisch, die dort als Durchschläge oder Abschriften erhalten sind. Briefe von Frisch fehlen vor allem in Zeiten, in denen er keine Schreibmaschine zur Verfügung hatte und mit der Hand schrieb. Dies war oft in Krisenzeiten der Fall, etwa wenn er im Krankenhaus oder auf Reisen war oder umzog. Nur verhältnismäßig wenige Briefe stammen aus Bachmanns Nachlass im Literaturarchiv der Österreichischen Nationalbibliothek in Wien. Dabei hob Bachmann ihre erhaltenen Briefe nicht etwa generell nachlässig auf, sondern das Ungleichgewicht steht im Zusammenhang mit dem Ende der Beziehung zu Frisch: Sie verlangte in einer psychisch angeschlagenen Lebenssituation am 26. März 1964 ihre Briefe von Frisch zurück – was dieser verweigerte – und kündigte an, sie werde nichts aufbewahren.

### Biografische Korrekturen

#### Ende der Beziehung
Bis zum Erscheinen des Briefwechsels herrschte die Meinung vor, Frisch habe sich nach dem Kennenlernen von Marianne Oehlers im Sommer 1962 gänzlich unerwartet von Bachmann getrennt und damit bei ihr eine psychische Krise verursacht, die sie mit Narkotika in den Griff zu bekommen versuchte. Die folgende Abhängigkeit habe zu Bachmanns Tod geführt.
Durch den Briefwechsel wird aber klar: Bachmann und Frisch hatten im sogenannten Venedig-Vertrag eine offene Beziehung vereinbart, in der intime Kontakte zu Dritten nur dann dem Gegenüber mitgeteilt werden sollten, wenn sie wesentlich für einen selbst seien. Solch eine Situation trat im Frühjahr 1962 durch Bachmanns Liebe zu Paolo Chiarini ein; beide werteten dies als wesentlich für ihrer beider Verhältnis. Frisch gestand, dass er darauf nicht gefasst gewesen war. Bachmann sah die Beziehung zu Chiarini und zu Frisch als gleichwertig an. Frisch bat um eine Entscheidung. Es wurden liebevolle Briefe gewechselt, in der zweiten Augusthälfte machten Bachmann und Frisch gemeinsam Urlaub im Gebirge. Erst im September begann Frischs Liebesbeziehung zu Marianne Oehlers. In der ersten Oktoberhälfte erfuhr Bachmann davon und förderte die Beziehung der beiden in ihren Briefen, doch über eine gemeinsame Zukunft des neuen Paares war nichts entschieden. In einer psychischen Krise sprach Bachmann in der Neujahrsnacht 1962/1963 in einem Brief von Trennung und davon, dass sie Frisch freigebe. Sie verlangte, dass alle Regelungen der Trennung von ihr allein bestimmt werden sollten. Doch erst im gemeinsamen Gespräch der beiden im März 1963 fällt tatsächlich die gemeinsame Entscheidung, sich zu trennen. Danach konkretisierte Bachmann die materiellen Details der Trennung.

#### Weitere biografische Details
Bachmanns Operation von Ende Januar 1963 war lange Zeit mit einer Abtreibung in Verbindung gebracht worden. Der Briefwechsel zeigt, dass Bachmann im August 1962 erstmals Beschwerden im Unterleib hatte. Ende Januar 1963 ließ Bachmann ihre Gebärmutter entfernen. Der Zusammenhang mit einer Abtreibung beziehungsweise Kindstötung in Malina und Das Buch Franza wurde also erst durch Bachmanns literarische Verarbeitung des Ereignisses hergestellt.
Bachmanns hoher Medikamentenkonsum war im Zusammenhang mit der Trennung von Frisch gesehen worden. Die Briefe zeigen einen deutlich früheren Beginn: Spätestens 1959 war die Einnahme von Schmerz-, Beruhigungs- und Aufputschmitteln so auffällig, dass Freunde sich Sorgen um Bachmann machten. Der Briefwechsel belegt die zentrale Rolle des befreundeten Schweizer Arztehepaares Heidi und Fred Auer an der Schaltstelle zu Stoffen, die wegen nachlassender Wirkung ständig nach einer Steigerung der Dosis verlangten. Bereits im November 1960 spricht Bachmann von „Gewöhnung“.
Bislang wurde das Verhältnis von Bachmann und Hans Magnus Enzensberger in der Literatur nicht erwähnt. Es begann im Frühsommer 1959 auf einer gemeinsamen Fahrt der beiden nach Rom und dauerte bis in den Sommer 1960. Die Liebesbeziehung zwischen Bachmann und dem italienischen Germanisten Paolo Chiarini im Frühjahr 1962, wegen der die Trennung von Bachmann und Frisch im Raum stand, fehlt ebenfalls in bisherigen Darstellungen.

### Austausch über literarische Werke
Umfang und Tiefe des Austauschs von Bachmann und Frisch über die Texte, an denen sie gerade arbeiteten, können erst jetzt erfasst werden. Bereits in den Anfängen der Beziehung war das Schreiben ein wichtiges Thema der Briefe: Bei Andorra (1958) gab Bachmann Ratschläge zum Titel. Hinweise von Frisch zu Der gute Gott von Manhattan (1958) und seine detaillierten Anregungen zur Erzählung Ein Wildermuth aus dem Band Das dreißigste Jahr (1961) fanden Eingang in die Texte.

#### Neubewertung von Frischs Roman „Mein Name sei Gantenbein“ (1964)
Über Frischs Roman Mein Name sei Gantenbein (1964) waren falsche Behauptungen aufgestellt worden: Bachmann habe das Manuskript nicht zu lesen bekommen, sondern erst die Druckfahnen und sie habe dann mit dem Verlag über Änderungen verhandeln müssen. Es handle sich um einen Schlüsselroman, in dem Bachmann klar erkennbar sei und negativ dargestellt werde. Hans Höller schrieb in seiner 1999 erschienenen Biografie, Bachmann habe den Roman als „Zerstörung ihrer Person“ empfunden, da sie sich in der Figur Lila als „dem Literaturbetrieb preisgegeben“ empfunden habe. Die Briefe zeigen jedoch, dass Bachmann Frischs Idee von Anfang an kannte und die Entstehung des Buches inhaltlich begleitet und gefördert hat. Korrekturwünsche Bachmanns wurden von Frisch berücksichtigt. Mit der Einbeziehung einiger weniger ihrer Telegramme und Briefe, die sie auf ihren Wunsch zurückbekam, in den Text hatte sie sich einverstanden erklärt. Vor dem Erscheinen bekam sie zwei vollständige Fassungen zu lesen. In der Neujahrsnacht 1962/1963 äußerte Bachmann, es werde ein „epochales Buch“ werden, und das Manuskript wurde mit Bachmanns Zustimmung an den Verlag geschickt. Auch in anderer Hinsicht erweitert der Briefwechsel die Informationen über den Roman: Es wird klar, dass längere Auszüge aus Frischs Briefen Eingang in den Text fanden. Außerdem lässt sich nun zeigen, welch große Textveränderungen Frisch während der Arbeit am Roman vorgenommen hat: In einem Brief Bachmanns findet sich ein von ihr skizzierter Strukturplan zu Mein Name sei Gantenbein, die früheste erhaltene Inhaltsangabe des Textes.

### Zeitgeschichtliche Bedeutung
Im Hintergrund der Beziehungsprobleme des Paares stehen der gesellschaftliche Kontext und die damals herrschenden Geschlechterrollen. Im Bezug darauf zeigen sich Widersprüche: Der Briefwechsel zeigt zwar einerseits eine offene Beziehung, die den damals herrschenden Normen in mehrfacher Hinsicht nicht entsprach. Frisch bejahte zwar an sich eine Partnerschaft mit Bachmann auf Augenhöhe und versuchte, die Dichterin in ihrem Schreiben zu unterstützen. Doch mit ihren häufigen Abwesenheiten, etwa bei Lesereisen, kam er nur schwer zurecht. Aus früheren Beziehungen kannte er ein anderes Rollenmodell. Bachmann versuchte den Spagat zwischen der Rolle einer bekannten Autorin mit gesellschaftlichen Verpflichtungen und einer fürsorglichen Frau, die ihm auch nach der Trennung noch Tipps für das Auskurieren seiner Erkältung gab. Für die Beschreibung ihrer Beziehung benutzten die beiden stellenweise die heute altertümlich anmutenden Wörter Magd und Herr, die Frisch ins Spiel gebracht hatte, und reflektierten die Wirkung von Ausbrüchen aus diesem Verhältnis auf den jeweils anderen. Bachmann formulierte 1959, sie habe „nur ganz selten das Gefühl der Gleichberechtigung, der gleichen Stufen zwischen uns. Ich stehe von Anfang an etwas unter Dir oder hinter Dir.“ Andererseits fühlte Frisch sich Bachmann unterlegen, sprach sogar von „Hörigkeit“. Zum einen war Bachmann nicht nur in Rom Zentrum eines Kreises bekannter Intellektueller, Frisch stand im Vergleich zu ihr am Rande. Vor allem bezog sich dies aber auf die literarische Ebene: In einem Brief von März 1961 bezeichnete er Bachmann als „wirkliche Dichterin“, schon im Juli 1959 sprach er in Bezug auf sie von „Auserlesenheit“, auf sich selbst von „Durchschnittlichkeit“ und „Unterlegenheit“.
Wiederholt wird im Briefwechsel die Wohnsituation thematisiert, da in Teilen der Schweiz damals noch das Konkubinatsverbot in Kraft war. Auch machte Bachmann immer wieder deutlich, dass sie einen eigenen Raum zum Arbeiten brauche, was damals keineswegs selbstverständlich war. Als Frisch getrennte Wohnungen ins Spiel brachte, schrieb Bachmann, dieser Gedanke sei schwer für sie, da sie sich nach einer traditionellen Beziehung sehne, „etwas Kompromissloses mit Mann und Haus und Kind“. Frisch wollte im Oktober 1959 die Heirat. Bachmann konnte sich dazu nicht entschließen und formulierte im März 1961 als Grund: „Der Anstoss kommt nur von aussen, kann nicht von innen kommen, weil ich darin nur etwas Äusserliches sehe“. Am Ende der Beziehung zeigten die beiden Verhaltensweisen, die für diese Zeit geschlechtstypisch sind: Frisch konzentrierte sich auf seine neue Frau, die keine eigene Karriere verfolgte, während Bachmann nicht akzeptierte, dass sie kein Teil von Frischs Leben mehr war. Vielmehr bemühte sie sich darum, an Frischs neuer Beziehung teilzuhaben: „[...] ich will nur nicht ausgeschlossen sein, ich will mit Euch sein und einbezogen sein, ich bin bereit, mich mit der schlechtesten Rolle abzufinden [...]“. Frisch reagierte darauf mit „Man umarmt sich nicht zu Dritt.“

### Literarische Bedeutung
Nicht zuletzt sind diese Briefe als sorgfältig geschriebene Werke von Bachmann und Frisch anzusehen. Einige Passagen lösen sich aus dem Kontext der Beziehung und erlangen „eigenständige Geltung“. Dazu gehört etwa Bachmanns Beschreibung des Lebens am Zürichsee im „märchenhaften“ Winter 1963. Beide verwenden Formulierungen aus dem Werk des Gegenübers, die Metapher vom Haus mit zwei (Gebäude-)Flügeln wird zum Bild ihrer beider Beziehung.

## Rechtfertigung der Veröffentlichung
Bachmann schrieb 1963, sie wolle alle Schriftstücke, die nur sie und Frisch etwas angingen, verbrannt sehen, „damit niemand ein Schauspiel hat eines Tages“. Trotzdem ermöglichten Bachmanns Erben – ihre Schwester Isolde Moser und ihr Bruder Heinz Bachmann – fast 50 Jahre nach dem Tod der Dichterin die Veröffentlichung.
Frisch hatte am 3. März 1960 in einer Letztwilligen Verfügung bestimmt, dass seine privaten Briefwechsel nicht veröffentlicht werden dürften. Dies bekräftigte er 1964 in einem Brief an Bachmann. 1985 hob er jedoch in einem neuen Testament alle früheren auf. Für die Veröffentlichung des Briefwechsels mit Bachmann galt demnach eine zwanzigjährige Sperrfrist, die 2011 zu Ende ging.
Die Herausgeber betonen, es sei nichts weggelassen worden, „auch nicht die intimsten und anstößigsten Stellen.“ Hans Höller und Renate Langer führen als Rechtfertigung für den Tabubruch als wichtigste Legitimation die Zustimmung der Angehörigen an: Bachmanns Geschwister hätten wie niemand sonst das Vertrauen der Dichterin genossen. Auch habe Frisch nach Bachmanns Tod mehrfach über sie geschrieben, so in Montauk (1973), Triptychon III (1978), Blaubart (1982) oder Biografie: Ein Spiel (2. Fassung 1984), und sich damit die alleinige Deutungshoheit über die Beziehung angemaßt. Da Bachmann sich nicht mehr wehren konnte, sei die Kenntnis der Briefe „umso notwendiger“. Zudem sei der Briefwechsel ein „historisches Dokument eines Geschlechterverhältnisses“.

### Stellenkommentar
Die Briefe werden durch einen umfangreichen Kommentar ergänzt. Seinen Anfang bilden zwei Aufsätze von Thomas Strässle und Barbara Wiedemann (Gegenseitiges Verhängnis) sowie Hans Höller und Renate Langer („Ich bin ja auch ein Schriftsteller, um von andrem zu schweigen.“), gefolgt von Hinweisen zur Edition. Herzstück ist der fast dreihundert Seiten lange Stellenkommentar.

### Zeittafel
Aus der dreispaltigen Zeittafel lassen sich wichtige Ereignisse aus dem Leben von Bachmann und Frisch ablesen, die diese einzeln oder auch beide betreffen.

### Weiteres
Dem Abkürzungsverzeichnis mit Bibliografie folgen Werkregister von Bachmann und Frisch und ein Personenregister. Nach den Danksagungen sind auf etwa 30 Seiten Porträts und Faksimile abgedruckt.

## Bedeutung des Briefwechsels
Die Beziehung zwischen Bachmann und Frisch stand von Anfang an im öffentlichen Interesse. Die Gerüchte, die sich während und vor allem nach Ende der Beziehung gebildet hatten, werden im Briefwechsel wiederholt thematisiert. Die Entscheidung, nichts aufzubewahren, habe Bachmann „in einer psychisch angespannten Phase ihres Lebens“ getroffen, und als solche sei diese „wohl auch zu bewerten“. So hieß es etwa, Bachmann bekäme ein Kind von Frisch, die beiden hätten sich getrennt oder sie habe unersetzliche Manuskripte von ihm vernichtet. Nach der Trennung sei Frisch zunehmend dämonisiert und sogar für Bachmanns Lebenskrise und Tod verantwortlich gemacht worden. Als Grundlagen für diese Einschätzungen seien bis zum Erscheinen des Briefwechsels literarische Werke, späte Erinnerungsbücher von Zeitzeugen, Briefwechsel von Bachmann und Frisch mit Dritten und einzelne Schriftstücke aus den beiden Nachlässen benutzt worden. Der Briefwechsel stelle Informationen aus erster Hand dagegen und widerlege Gerüchte wie etwa das, es gebe kein gemeinsames Foto von Bachmann und Frisch. Durch die Herausgabe des Briefwechsels werde, so die Herausgeber, eine adäquatere Einschätzung der Beziehung und der Biografie von Bachmann und Frisch ermöglicht.

## Rezeption
Die Veröffentlichung wurde von der deutschsprachigen Kritik sehr stark beachtet und überwiegend begeistert aufgenommen. Sie fand auch internationales Echo.
So prophezeite als erste Rezensentin Iris Radisch auf der Titelseite des Feuilletons der Zeit: „Dieser Liebesroman in Briefen wird Literaturgeschichte, Zeitgeschichte und Liebesgeschichte schreiben und ist nebenbei noch - großartige, überwältigende Literatur.“ Auf NDR.de nannte Anna Hartwich das Buch „ehrfurchtsgebietend“ und lobte die Sorgfalt der Ausgabe, besonders des Kommentars. Wolfgang Schneider sprach auf SWR.de vom „endlich veröffentlichte[n] Ur-Text“ all der literarischen Spiegelungen der Bachmann-Frisch-Beziehung in beider Werk. Rüdiger Görner bedachte im Literary Supplement der Times die Edition mit einem großen Lob: Es sei eine „[...]akribisch redigierte, reich dokumentierte und aufschlussreich kommentierte Ausgabe[...]“ Elena Tebano hob in ihrer Rezension im Corriere della Sera die Bedeutung des Briefwechsels für die Verflechtung von Kunst und Leben und für das Nachverfolgen der Beziehung von Bachmann und Frisch hervor. Sie sei sich aber dessen bewusst, dass auch sie mit der Veröffentlichung ihres Artikels gegen Bachmanns Willen handle.
Eine kritische Stimme kam schon im Dezember 2022 von Daniela Janser in der Schweizer Wochenzeitung WOZ. Dies bezog sich zum einen auf die erschienenen Rezensionen: Eine „überstürzte Rezeption“ habe zur Folge gehabt, „dass alle ungefähr dieselben Einschätzungen verbreiten.“ Den hohen Stellenwert, der dem Buch eingeräumt wurde, zog Jansen in Zweifel. In den Briefen habe „bestürzend wenig intellektueller Austausch“ stattgefunden. Sie nennt Beispiele dafür, dass Bachmann und Frisch nicht immer ehrlich zueinander waren. Daher sei zu bezweifeln, dass die Briefe gerade zu den bisher unbekannten oder strittigen Punkten „eine unverhüllte neue Wahrheit“ enthielten. Sie sah bei den Herausgebern „eine Nähe zu Frischs Perspektive“. Die ausführliche Kommentierung, von der Kritik meist hoch gelobt, führe zu einer offenen Vermengung von Werk und Leben.
Die Notwendigkeit eines sorgfältigen Kommentars begründete Barbara Wiedemann in der Literaturzeitschrift Sinn und Form so: Es gebe sowohl Briefe, die erst längere Zeit nach dem Schreiben zusammen mit einem anderen Brief abgesandt worden seien, manchmal fehle auch das Datum oder es sei eindeutig falsch. Um eine nachträgliche Datierung begründen zu können, mussten daher biographische Details aus anderen Briefwechseln von Frisch und Bachmann herangezogen und dies im Kommentar dokumentiert werden. Die literarische Umsetzung von Ereignissen, die sich in den Briefen finden, habe den Briefstellen gegenübergestellt werden müssen, ohne Details aus Werken der Briefpartner als Quelle für fehlende biographische Informationen zu verwenden.
Die Frage, ob die Veröffentlichung unter ethischen Gesichtspunkten gerechtfertigt gewesen sei, stellte Céline Jouin ins Zentrum ihres Beitrag in der französischen germanistischen Fachzeitschrift Germanica. Im Hinblick auf Bachmanns ausdrückliches „Nein“ zur Veröffentlichung gerade dieses Briefwechsels und angesichts des für sie beschämenden Verhaltens der Dichterin nach der Trennung spricht Jouin den Herausgebern die Berechtigung zur Veröffentlichung ab. Dabei bezieht sie sich unter anderem auf Folgendes: Ende 1962, als Frisch Bachmann im Krankenhaus besuchte, bestellte sie täglich 35 rote Rosen in ihr Krankenzimmer und gab vor, sie kämen von einem Mann. Die Autorin und Kolumnistin Margarete Stokowski argumentierte im Spiegel auch in diese Richtung: Bachmanns Wunsch nach Privatsphäre habe seine Berechtigung, auch wenn sie sich damals in einer psychisch schwierigen Lebenslage befunden habe. Indem die Herausgeber gegen die klar geäußerte Absicht der Dichterin handelten, machten sie sie zu ihrem Opfer. „Selbst wenn es juristisch einwandfrei ist, ist es moralisch respektlos.“
Im Jahr 2023 veranstalteten Friederike Wagner und Burghart Klaußner eine Lesung im Düsseldorfer Schauspielhaus.

## Auszeichnungen (Auswahl)
- Ab November 2022: Bestsellerliste Sachbücher des Börsenblatts[68][69]
- Dezember 2022: Platz 2 der Spiegel-Bestsellerliste[70]
- Dezember 2022: Platz 2 der SRF-Bestsellerliste[71]
- Dezember 2022 mit Februar 2023: ORF-Bestenliste[72][73][74]
- Januar 2023: Platz 1 der SWR-Bestenliste[75]

## Ausgaben
- Gebundene Originalausgabe: Hans Höller, Renate Langer, Thomas Strässle, Barbara Wiedemann (Hrsg.): Ingeborg Bachmann, Max Frisch. „Wir haben es nicht gut gemacht.“ Der Briefwechsel. Fester Einband mit Schutzumschlag, Piper Verlag, München/Berlin/Zürich und Suhrkamp Verlag, Berlin, 2022; 3. Auflage 2023, ISBN 978-3-518-43069-9.
- E-Book (EPUB): Suhrkamp Verlag, Berlin 2022, ISBN 978-3-518-77667-4.
- CD: Gesprochen von Barbara Wiedemann und Matthias Brandt. speak low, Berlin 2022, ISBN 978-3-948674-19-9.
- Leinen (Werkausgabe): Suhrkamp Verlag, Berlin 2023, ISBN 978-3-518-42618-0.
- Taschenbuch: Piper Verlag, München/Berlin/Zürich 2024, EAN 978-3-492-32060-3.